# Psammogorgia geniculata
Psammogorgia geniculata är en korallart som beskrevs av Studer 1878. Psammogorgia geniculata ingår i släktet Psammogorgia och familjen Plexauridae. Inga underarter finns listade i Catalogue of Life.